# Gerichtslinde

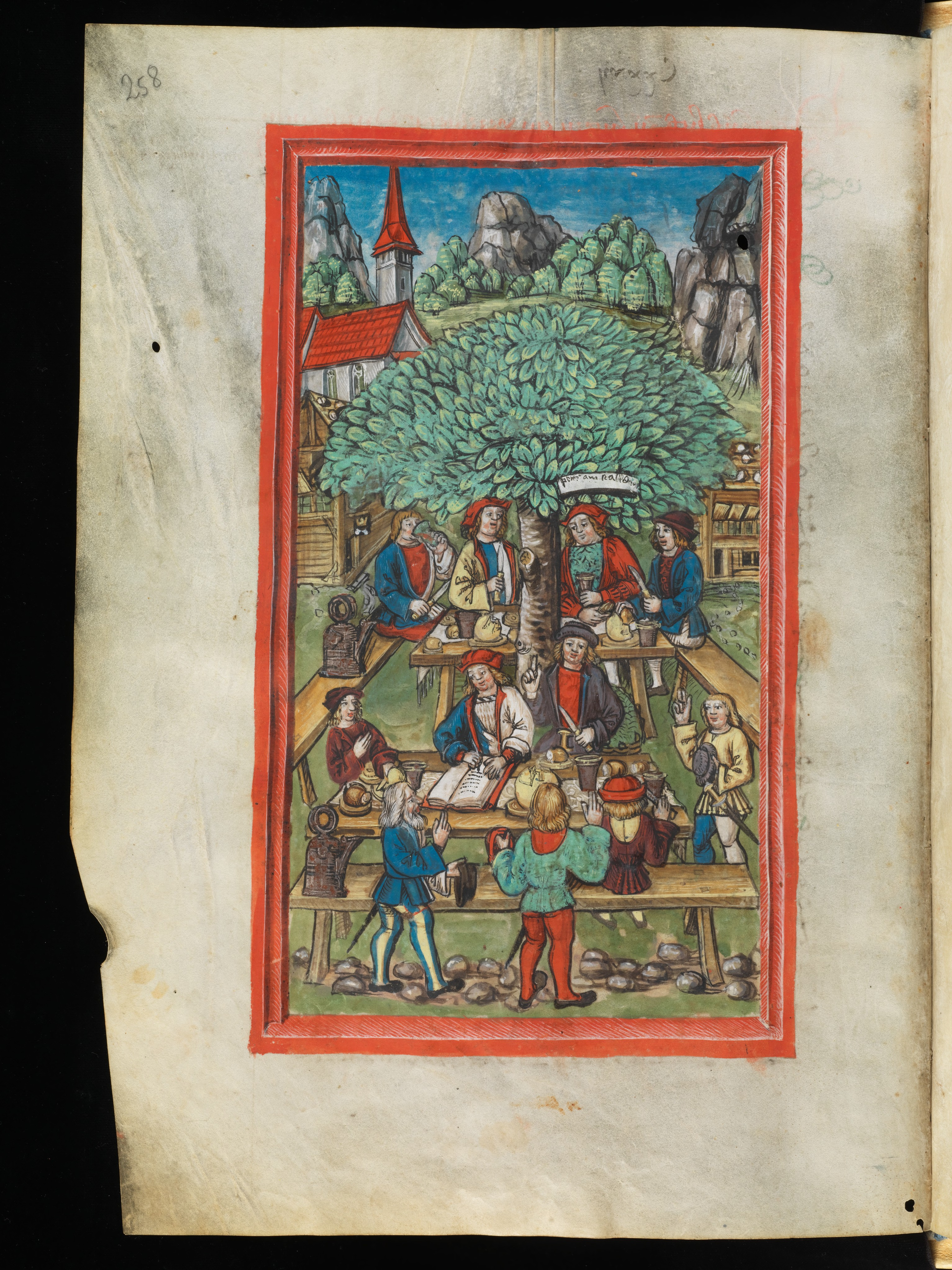
Luzerner Schilling (1513): Peter Amstalden unter der Dorflinde zu Schüpfheim (1478)

Die Gerichtslinde (regional auch Tilly-Linde, Thie-Linde, Mallinde) zählt zu den Gerichtsbäumen und war der Ort einer historischen Gerichtsstätte. Gerichtslinden sind sehr alte Bäume, die einzeln an herausgehobener Stelle in der Nähe eines Dorfes stehen, oder selbst den alten Dorfmittelpunkt bilden.

## Zweck
Unter Gerichtslinden  wurde im Mittelalter bis in die Frühe Neuzeit das Dorfgericht oder die Ratsversammlung, das sogenannte Thing (Dingtag), unter freiem Himmel abgehalten.

„Im Mittelalter fand das Gericht häufig im Schutz des Baumes statt, bestand doch die Pflicht, das Gericht unter freiem Himmel abzuhalten … Die zum Schutz der Gerichtsstätten gepflanzten Einzelbäume oder Baumgruppen waren der Häufigkeit nach Linden, Ulmen, Eichen, Fichten und Eschen. Deutlich dominierte die Linde, welcher der Aberglaube besondere vielfältige u. starke magische Wirkungen zuschrieb. So sollte man unter der Linde am sichersten vor Blitzschlag geschützt sein. Für die Wahl der Linde zum Gerichtsbaum schlechthin waren sicher auch ihr hoher Wuchs, ihr rasches Wachstum, ihre hohe Lebensdauer von mehreren hundert Jahren und ihr dichtes Blätterdach bestimmend. Hinzu kommt, dass die Linde relativ gut Eingriffen von Menschenhand standhält, etwa das Abstützen und Umleiten der Äste, um den geschützten Bereich zu vergrößern oder um in ihrer Krone eine Tanzdiele einzurichten. Die enge Verbindung von Linde und Gericht kommt in einigen Gegenden Dtld.s auch darin zum Ausdruck, dass das Wort Linde synonym für Gericht gebraucht wird.“

## Herkunft und belegte Orte
Ehemalige Gerichtslinden werden in Nordwestdeutschland nach einem Wort für den Dorfplatz (das nicht mit dem Wort Thing verwandt ist) als Thie-Linde bezeichnet. Der gelegentlich vorkommende Name Tilly-Linde wird in örtlichen Sagen auf den Feldherrn Johann T’Serclaes von Tilly zurückgeführt, lässt sich aber von der lateinischen Bezeichnung für Linden (Tilia) ableiten.
Alte Gerichtslinden findet man heute noch in vielen Orten, unter anderem in Bargischow, Berndshausen, Birnfeld, Castell, Collm, Frankfurt am Main, Göttingen in Grone, Großgoltern, Herzogenreuth, Heiden (Lage),Hohenpölz, Kalkar, Kierspe, Lüdenscheid (Stilkinger Lehngericht), Müden an der Örtze, Neuenrade, an der Feldkirche (Neuwied), Hemmendorf (Salzhemmendorf), Schaumburg, Scheeßel, Upstedt und in Warmsen. Auch der womöglich älteste Baum Deutschlands, die Linde in Schenklengsfeld, sowie die älteste Linde Sachsens, die Collmer Linde, dienten vormals als Gerichtslinden.
Diese alten, unter Naturschutz stehenden Naturdenkmäler haben laut örtlichen Chroniken oft ein Alter von über 1000 Jahren. Obwohl Linden ein sehr hohes Alter erreichen können, muss die Altersangabe „Tausendjährige Linden“ angezweifelt werden. Wahrscheinlicher ist, dass ein durch Blitz oder Sturm vernichteter Baum wieder an derselben Stelle durch Nachpflanzung ersetzt wurde.
An der Göttinger Gerichtslinde wurde am 20. Januar 1859 die letzte öffentliche Hinrichtung durch das Schwert in Norddeutschland vollzogen. Eine Dienstmagd hatte den Bäckermeister Siebert, der ihr die Ehe versprochen hatte, vergiftet. Zur Abschreckung mussten alle Dienstboten aus Göttingen und dem Umland der Exekution beiwohnen.

## Beispiele

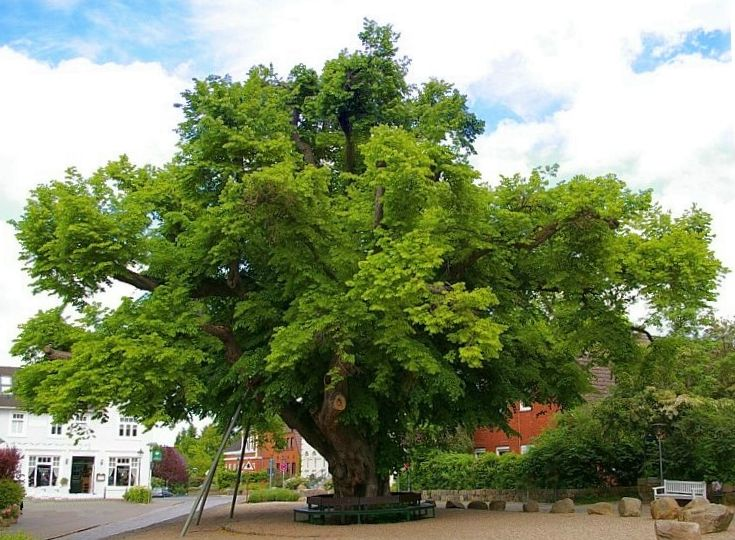
Die Bordesholmer Linde, ehemalige Gerichtslinde in Bordesholm
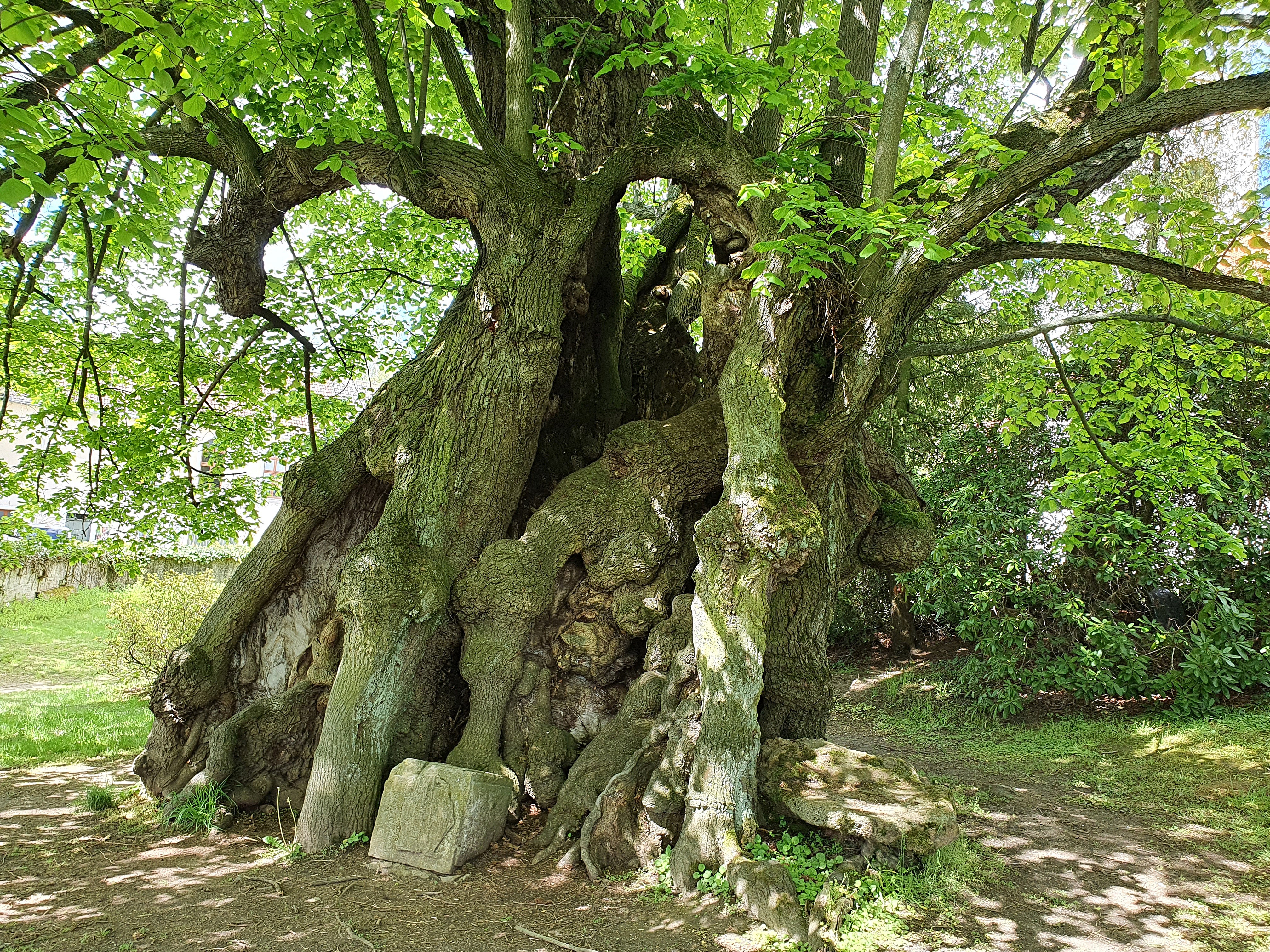
1000-jährige Collmer Linde
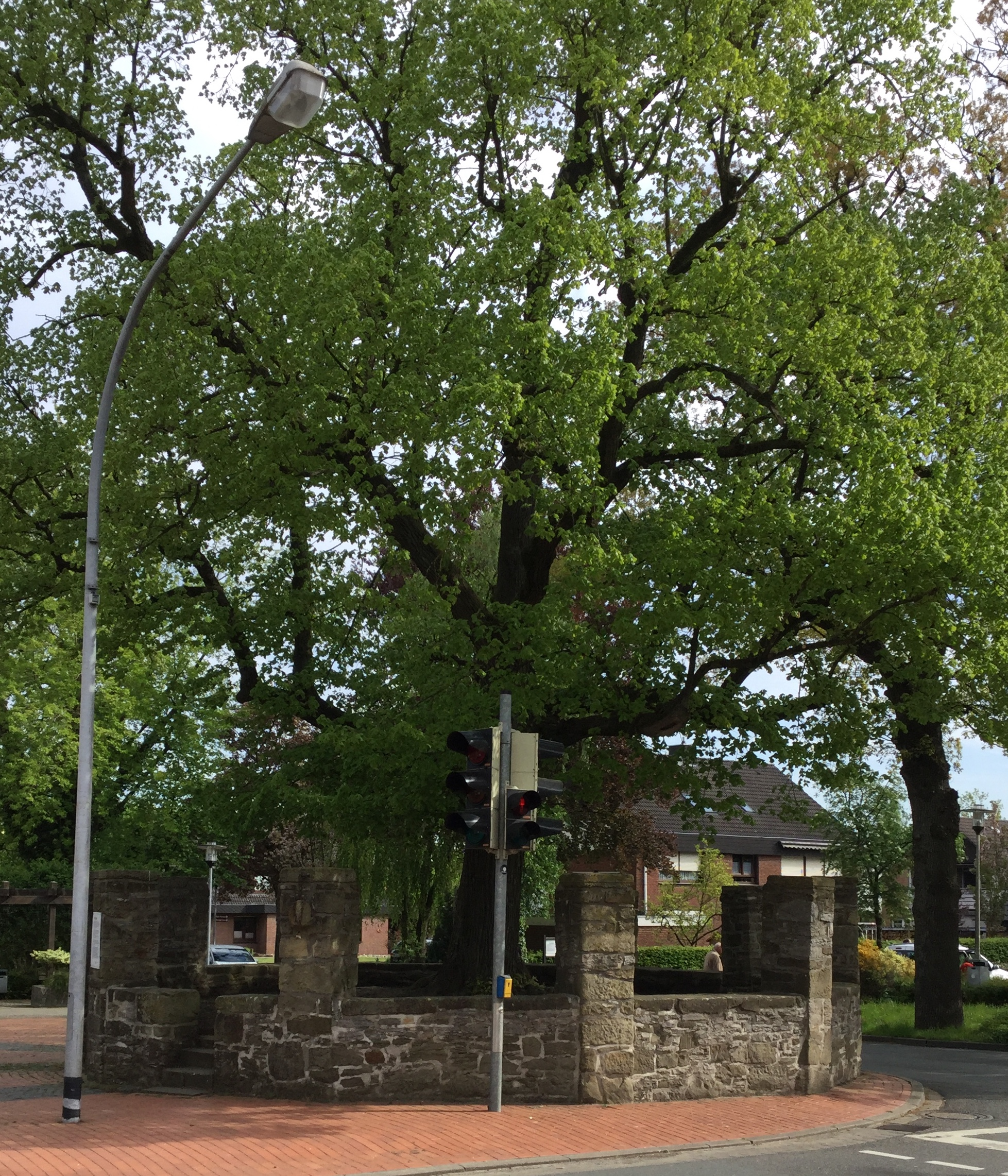
Mittelalterliche Gerichtslinde in Gesmold (Landkreis Osnabrück)
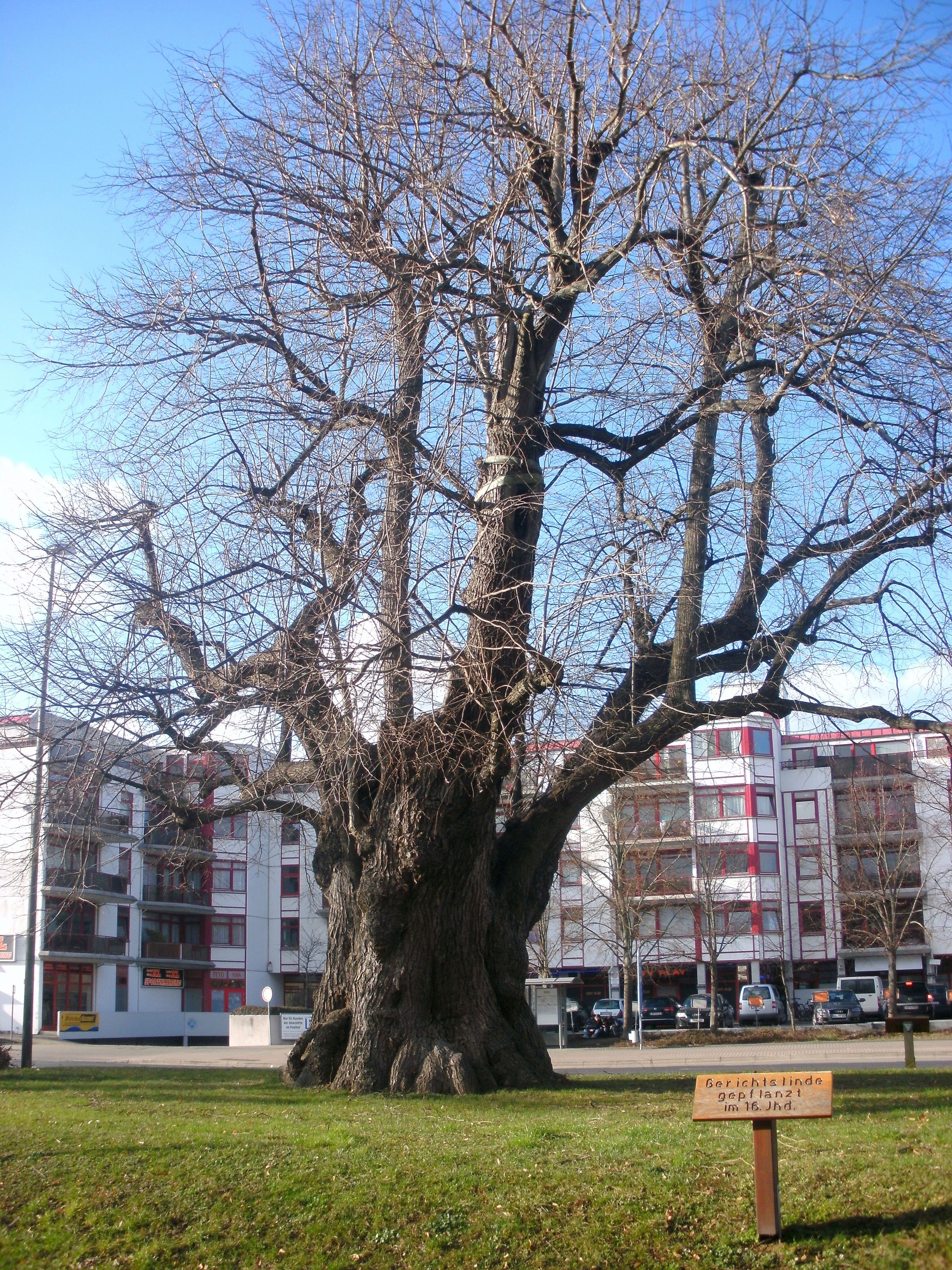
Gerichtslinde in Göttingen, Groner Landstraße/An der Gerichtslinde
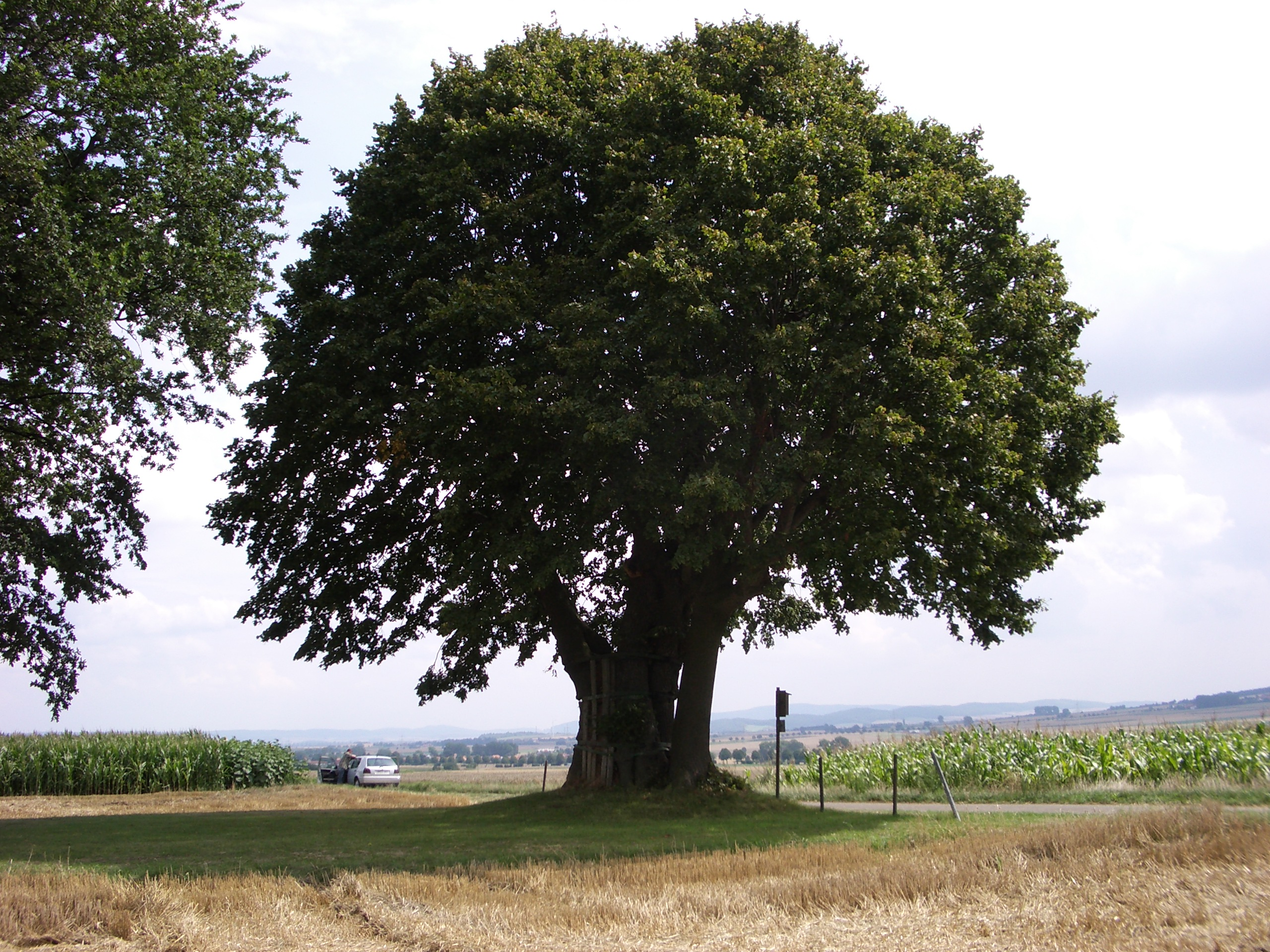
Tilly-Linde in Hemmendorf
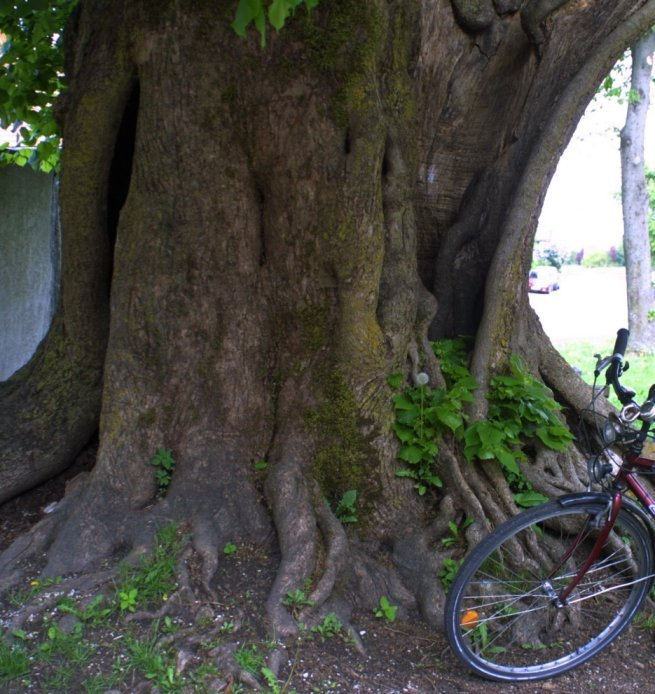
Gerichtslinde in Herzogenreuth
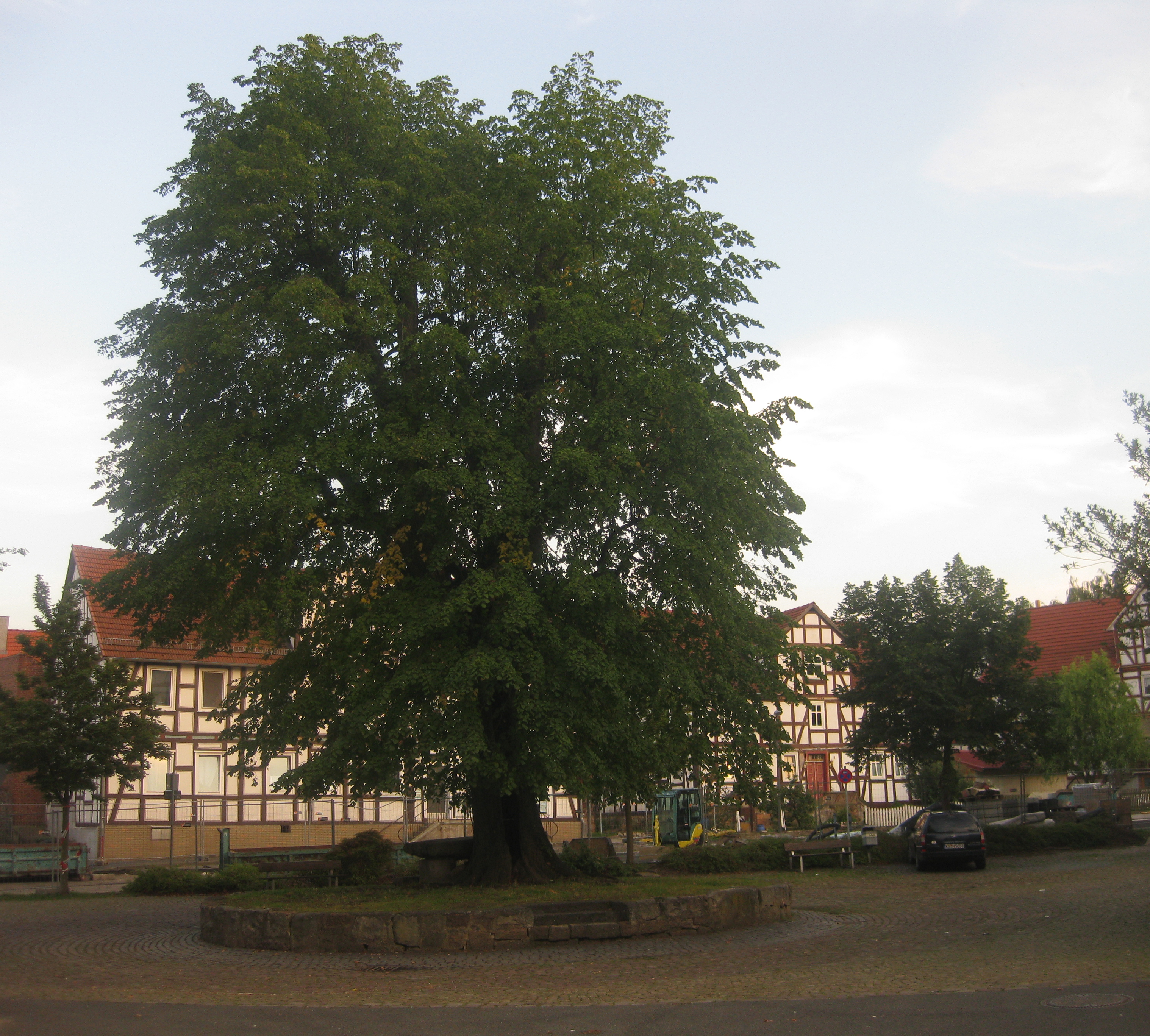
Gerichtslinde in Lohfelden-Vollmarshausen
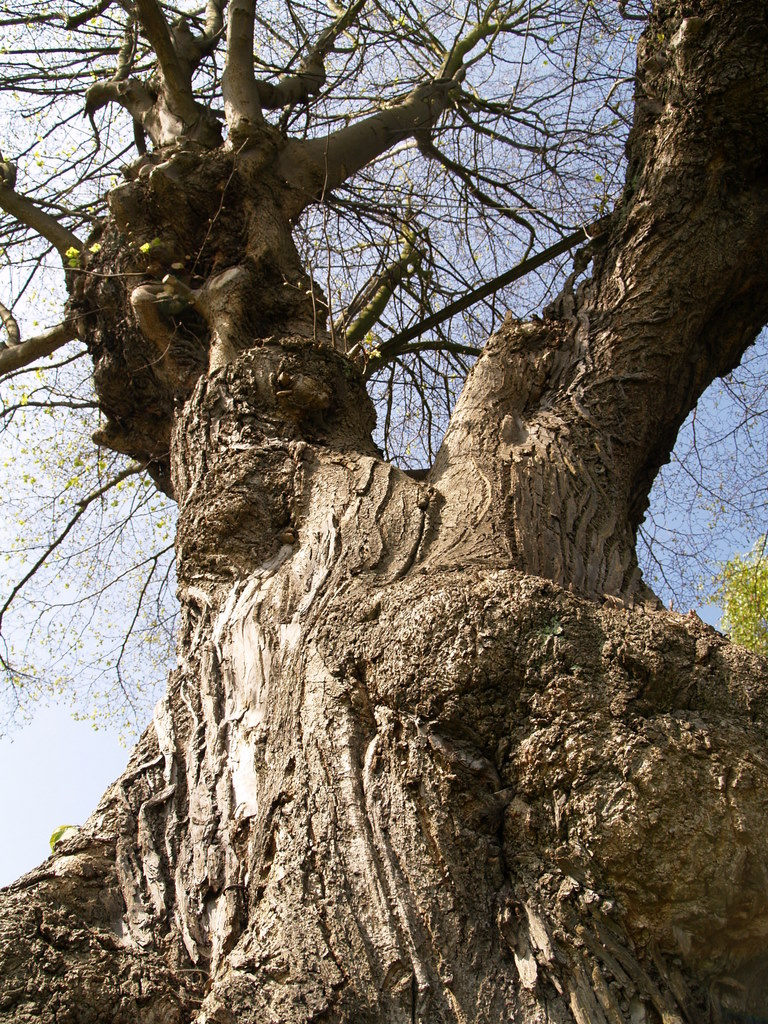
Gerichtslinde in Mönchengladbach
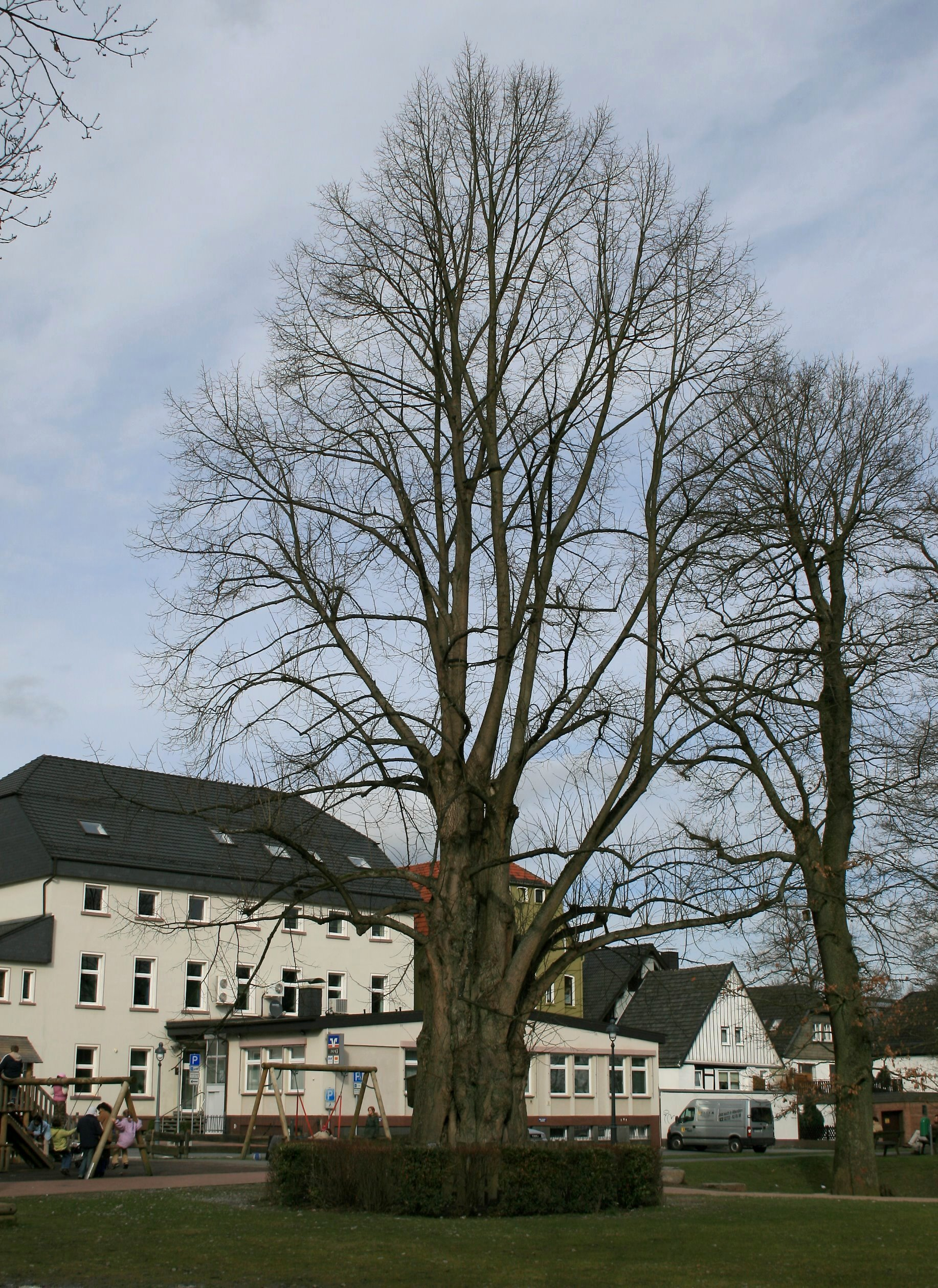
900 Jahre alte Gerichtslinde in Neuenrade
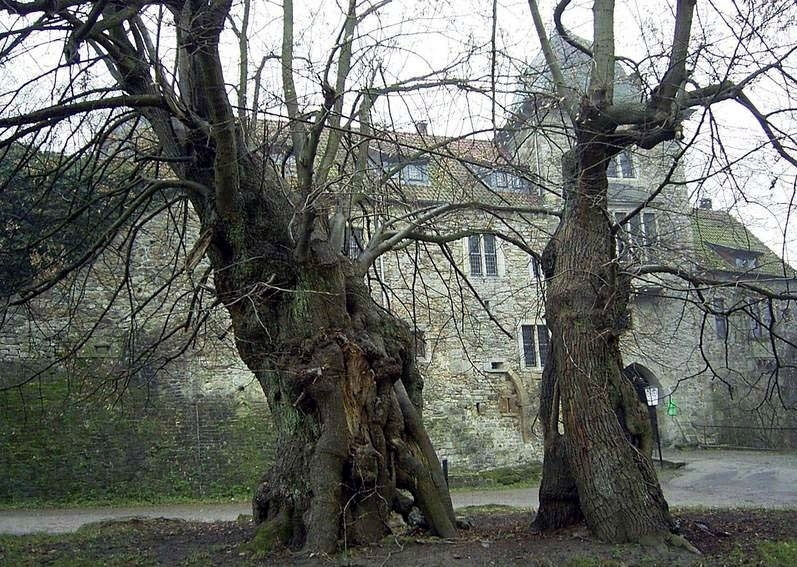
Gerichtslinde in Schaumburg
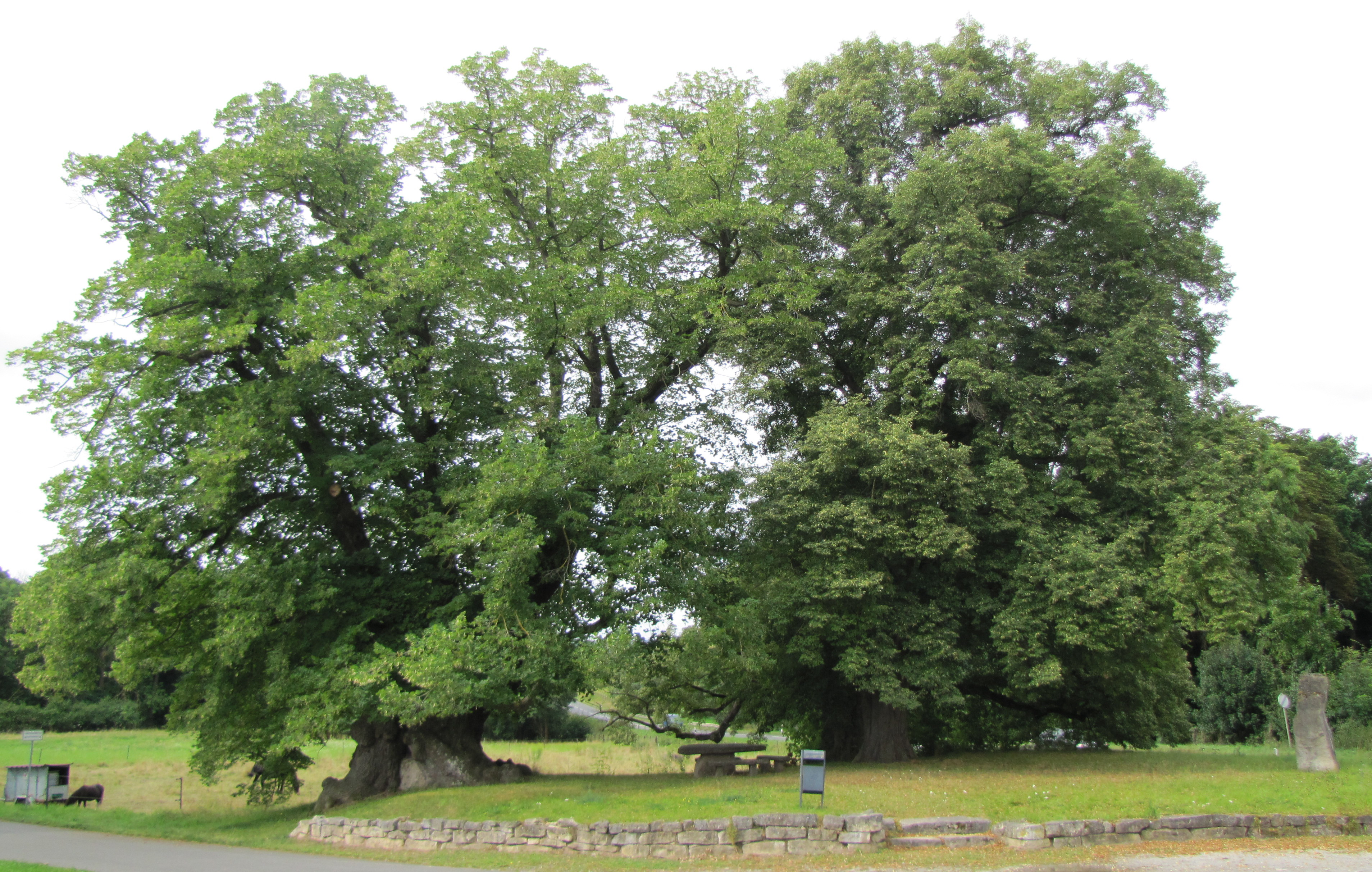
Die Mallinden der Gemeinde Vogtei
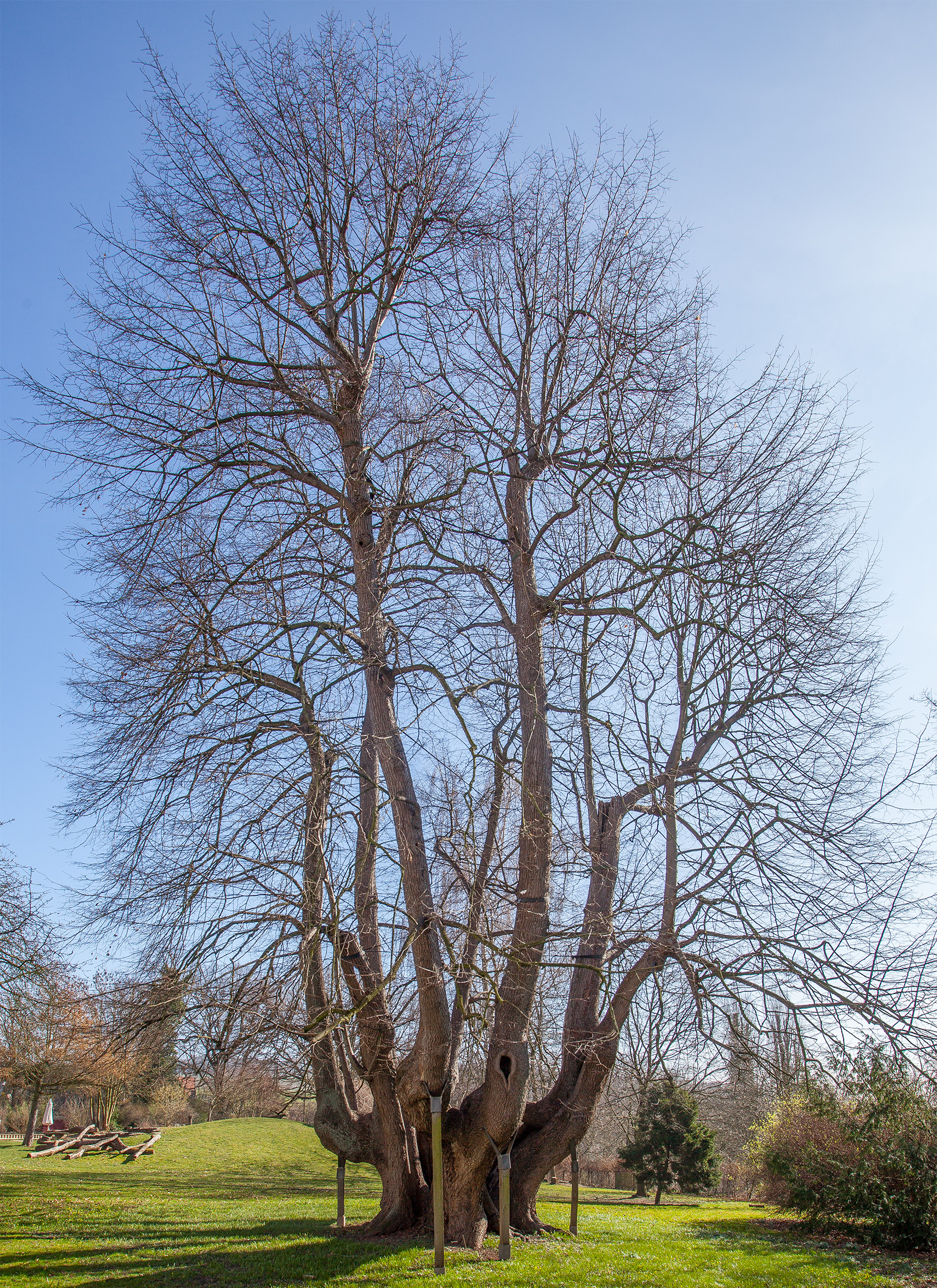
Gerichtslinde in Heiden (Lage)